# 泰国王家认证

获颁认可书的商行可在招牌处加标和泰国国徽相仿的迦楼罗像，下书“获圣上御准”

泰国王家认证（泰語： Tratang /  Tratang hang）指泰国王室向商行颁发的认证，表示其在行业内提供优质服务及有利于社会发展。获颁认可书的商行可在招牌处加标和泰国国徽相仿的迦楼罗像，徽章下书“获圣上御准”（ doi dairap phraboromrachanuyat），塑像可由高僧开光。是为泰国商界的最高荣誉。

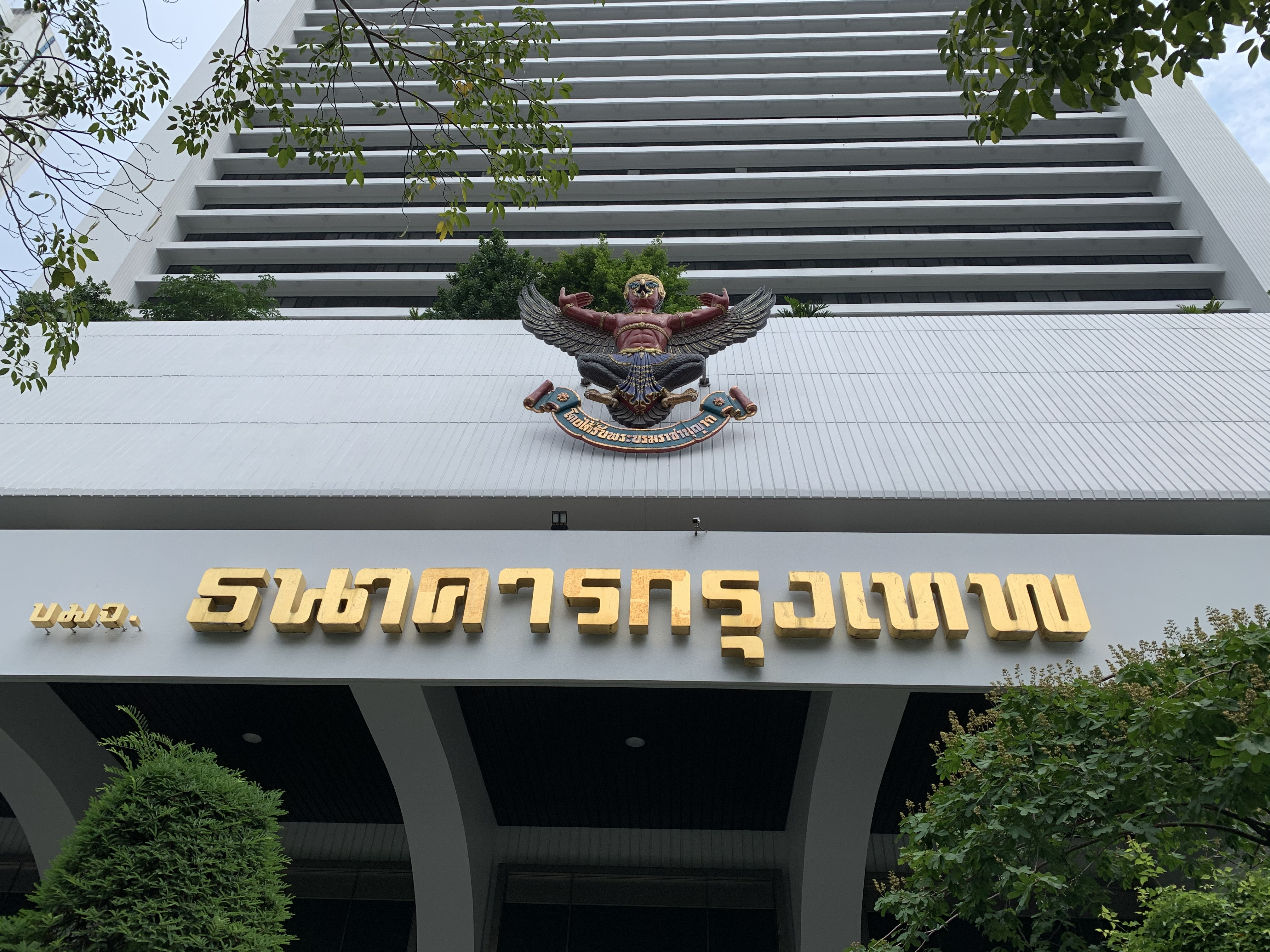
盘谷银行总部悬挂之迦楼罗像

王家认证授予事务由宫务大臣负责，以国王名义授予，获认证的商行需“透明、行善、可信，忠于国王陛下和王室”。获王家认证的商行的确切数目不得而知，有些商行并未公开其认证。一些知名的公司包括：曼谷航空、盤谷銀行、曼谷醫院、盘谷保险、Berli Jucker、Boon Rawd Brewery、尚泰百貨、正大集团、徐進華廚具、Deves Insurance、国际工程 (大众)、王權免稅、泰国人寿保险、德恆裕、Shin Corporation、泰國匯商銀行、Thai Nakon、TMB泰纳昌银行等。
部分外国商家亦持有泰国王家认证，最早的是20世纪初获认证的卡地亞。其他获认证的外国公司包括：Diethelm & Co.、殼牌（1990年8月17日）、Esso Thailand（1998年）、勝家衣車（2004年5月24日）。